# Beatrice Alemagna
Beatrice Alemagna (ur. 10 maja 1973 w Bolonii) – włoska autorka i ilustratorka książek dla dzieci.

## Życiorys
Postanowiła zostać pisarką dla dzieci i ilustratorką, kiedy miała osiem lat. Ukończyła studia w zakresie projektowania graficznego i komunikacji wizualnej w Istituto superiore per le industrie artistiche di Urbino. Ma w dorobku ponad 30 tytułów. Jest laureatką wielu prestiżowych nagród, m.in. francuskiej Figures futures al Salon du Livre et de la Presse Jeunesse, włoskiej Premio Andersen i wyróżnienia Bologna Ragazzi Award. Jej prace były wystawiane w Bolonii, Mediolanie, Rzymie, Paryżu, Monachium, Lizbonie, Tokio i Kioto. Od 1997 mieszka i pracuje we Francji.

## Polskie przekłady
- Tuli-pucho-kłaczek (Le merveilleux dodu-velu-petit), tłum. P. Łapiński, Wytwórnia, Warszawa 2017.
- Lew w Paryżu (Un Lion à Paris), tłum. D. Vinet, Tibum, Katowice 2016.
- Pięciu Nieudanych (I cinque Malfatti), tłum. E. Nicewicz-Staszowska, Dwie Siostry, Warszawa 2015[3].
- Mój ukochany (Mon amour), tłum. N. Gowin, Nasza Księgarnia, Warszawa 2006.